# Jacob Jensen (homme politique)
Pour les articles homonymes, voir Jensen.
Pour l’article homonyme, voir Jacob Jensen pour le designer.
Jacob Jensen, né le 26 mai 1973 à Holbæk (Danemark), est un homme politique danois, membre du parti Venstre (V). Il est ministre de l'Alimentation, de l'Agriculture et de la Pêche depuis décembre 2022.

## Biographie
Jacob Jensen suit à partir de 1992 des études de droit à l'école de commerce de Copenhague, dont il sort diplômé en 1998. Il rejoint alors l'armateur A.P. Møller-Mærsk en tant qu'économiste. Il devient chef de bureau pour le groupe à Londres en 2001, avant de revenir occuper une fonction similaire à Copenhague en 2002.
Engagé au sein de Venstre, il est élu député au Folketing lors des élections législatives de 2005. Durant son premier mandat, il reste employé à mi-temps pour A.P. Møller-Mærsk. En septembre 2006, il devient le porte-parole de son groupe parlementaire sur les questions commerciales.
Il est réélu pour un second mandat lors des élections législatives anticipées de novembre 2007. Pendant la législature, il fait partie des députés perçus comme pouvant intégrer le gouvernement, sans succès.
Il remporte un troisième mandat lors des élections législatives de 2011 qui marquent le retour de la gauche au pouvoir. Après le scrutin, il devient porte-parole de son groupe sur les questions économiques et communales.
Il est réélu pour un quatrième mandat lors des élections législatives de 2015, et devient le porte-parole de son groupe pour les finances après le scrutin,. Il est réélu pour un sixième mandat lors des élections législatives de juin 2019, après lesquelles il devient le porte-parole de son groupe pour les questions environnementales,.
En décembre 2016, il est désigné comme tête de liste de Venstre en vue des élections régionales de 2017 dans la région Sjælland, après que le président sortant Jens Stenbæk ait annoncé ne pas se représenter. Lors du scrutin du 21 novembre 2017, sa liste recueille 23,9 % des suffrages et termine en deuxième position derrière les sociaux-démocrates. Il devient alors deuxième vice-président du conseil régional. En octobre 2020, il est de nouveau désigné comme tête de liste en vue des élections régionales de 2021. Le 16 novembre 2021, le parti recueille 21,1 % des suffrages et est largement distancé par les sociaux-démocrates.
Il remporte un nouveau mandat lors des élections législatives de 1er novembre 2022. Le 15 décembre, il intègre le deuxième cabinet de Mette Frederiksen, un gouvernement de coalition entre les sociaux-démocrates, le Venstre et les Modérés, comme ministre de l'Alimentation, de l'Agriculture et de la Pêche.